# Centre francophone de Toronto
Le Centre francophone du Grand Toronto (CFGT) est un organisme à but non lucratif. Situé au cœur du centre-ville de Toronto, capitale de la province de l’Ontario au Canada, il est la principale porte d’entrée pour les francophones qui vivent à Toronto ou qui viennent s’y installer. Le Centre développe une approche communautaire et pluridisciplinaire auprès de la communauté francophone. Il dessert essentiellement une clientèle de nouveaux arrivants au Canada et les soutient dans l’évolution de leur statut d’intégration. Le Centre offre plusieurs types de service, en français et gratuits à l’ensemble de la communauté francophone de Toronto et ses environs répondant à ses besoins : 
- Services de santé
- Services de santé mentale
- Services aux nouveaux arrivants
- Services enfance et famille
- Services d'aide juridique[1]
- Services d'emploi[2]
- Volet Art et culture
- Programme bénévolat[pas clair]
- Annuaire des ressources francophones[3]

Vous pouvez retrouver l'ensemble des services à l'adresse suivante : 555, rue Richmond Ouest, bureau 303, Toronto, ON M5V 3B1

## Histoire
Le Centre francophone du Grand Toronto a été créé le 28 avril 2004, de la fusion de deux organismes : du Centre francophone de Toronto et du Centre médico-social communautaire (CMSC).
Les dates importantes :
- 1976 : Le Conseil des organismes francophones du Toronto métropolitain (COFTM) est constitué pour rassembler la population francophone et assurer une plus grande collaboration entre les organismes. 17 organismes en sont membres à sa création.
- 1989 : Le Centre médico-social communautaire (CMSC) est créé le 23 octobre 1989 des efforts de l’Association canadienne-française de l’Ontario de mettre sur pied un centre médical francophone. Cette initiative est largement soutenue par le COFTM.
- 1990 : Dans les années 90, le Conseil des organismes francophones du Toronto métropolitain élargit sa gamme de services aux francophones.
- 1993 : le CMSC ouvre un bureau satellite dans le nord de la ville de Toronto et continue à développer ses services (clinique de santé primaire, santé mentale aux adultes, services aux nourrissons et services en santé mentale infantile).
- 2004 : Le 28 avril 2004, le CFT né du regroupement de ces deux organismes et est le seul organisme francophone en Ontario à proposer une gamme de services sociaux et santé[réf. nécessaire].

## Programmation culturelle
Le Centre francophone du Grand Toronto offre une programmation artistique et culturelle en français. Le programme Arts et Culture encourage le rayonnement d'artistes franco-ontariens d'expression française, en assurant la diversité des cultures.
- Le Coup de cœur francophone[4] au mois de novembre et décembre de chaque année. Une série de concerts organisés pour faire connaître les artistes francophones d’ici et d’ailleurs.
- Le Mois de l’histoire des noirs[5] en février qui souligne l’histoire afro-caribéenne du Canada.
- La Semaine de la francophonie en mars[6].
- La Galerie Céline Allard[7] qui offre un espace d’exposition convivial aux artistes francophones.